# La Crinolina
La Crinolina är en ort i Mexiko.   Den ligger i kommunen Platón Sánchez och delstaten Veracruz, i den sydöstra delen av landet, 220 km norr om huvudstaden Mexico City. La Crinolina ligger 56 meter över havet och antalet invånare är 157.
Terrängen runt La Crinolina är huvudsakligen platt, men åt sydväst är den kuperad. Runt La Crinolina är det ganska tätbefolkat, med 108 invånare per kvadratkilometer. Närmaste större samhälle är Tantoyuca, 18,5 km öster om La Crinolina. Trakten runt La Crinolina består till största delen av jordbruksmark.